# Serenissima M166
Il Serenissima M166 è un motore endotermico alternativo aspirato a ciclo Otto da competizione, realizzato dalla Scuderia Serenissima per equipaggiare la Serenissima 308V Jet Competizione, una vettura Gran Turismo da gara realizzata dalla stessa casa veneta.
Questo motore è stato utilizzato anche dalla McLaren in Formula 1 nella seconda metà degli anni '60, e sempre con questo motore Bruce McLaren concluse al sesto posto il Gran Premio di Gran Bretagna 1966, a bordo della monoposto M2B, che valse il primo punto iridato per la propria scuderia nella massima serie.

## Contesto
Il Conte veneziano Giovanni Volpi, fondò la Scuderia Serenissima con l'intento di gareggiare con le vetture Gran Turismo che egli acquistava dalla Ferrari, ma all'inizio degli anni '60 finanziò il progetto della ATS, un nuovo team di Formula 1 fondato da ex tecnici di Maranello.
Questa sua scelta non venne gradita da Enzo Ferrari, dacché portava denari a quello che egli considerava un diretto concorrente, ma anche per via del fatto che gli stessi ingegneri fondatori della ATS (su tutti Carlo Chiti e Giotto Bizzarrini) ruppero in malo modo i ponti col Drake.
Per questo motivo Volpi non poté più acquistare le automobili emiliane, e pensò di realizzare un proprio progetto.
Fondò dunque la Automobili Serenissima, che costruiva interamente in casa l'intera macchina.
Il progetto della parte meccanica venne affidato ad Alberto Massimino, storico progettista per vari marchi tra cui Alfa Romeo, Lancia, Ferrari e Maserati.
La prima macchina era una vettura Gran Turismo per utilizzo stradale, che però sarebbe dovuta essere convertita in veicolo da competizione, dunque il primo scoglio da superare risiedeva nella progettazione di un motore abbastanza potente da poter essere facilmente evoluto per le gare.
Massimino realizzò dunque l'M166, un V8 da 3000 cc capace di oltre 300 cavalli di potenza massima. 
Queste caratteristiche lo rendevano (sulla carta) sufficientemente competitivo per le gare di Formula 1 dell'epoca e venne scelto da Bruce McLaren per equipaggiare le sue monoposto.

## Progetto
Per poter rendere competitivo il progetto della Serenissima 308V, Alberto Massimino si ispirò ai concetti introdotti nel 1959 dalla Cooper con la monoposto di Formula 1 T51, che utilizzava per la prima volta nella storia il motore in posizione posteriore-centrale, ossia tra l'abitacolo e l'asse delle ruote posteriori.
Con questa soluzione si poteva migliorare il comportamento dinamico della macchina grazie ad una distribuzione ottimale delle masse, che rendeva possibile ridurre e concentrare il momento polare d'inerzia che si generava con il moto circolare quando la vettura affrontava le curve.
Al tempo stesso per ridurre i componenti del telaio ed incrementarne i valori di rigidezza, era necessario che il motore potesse fungere da elemento strutturale.
L'M166 venne quindi disegnato come motore portante, pur essendo realizzato con leghe leggere d'alluminio derivate dal settore aeronautico.
La corsa e l'alesaggio dei cilindri vennero fissati in modo da ottenere una cilindrata di 3000 cc (per rispettare le norme dell'epoca per le vetture sportprototipo) con un frazionamento ad otto cilindri.
Gli stessi erano disposti secondo l'architettura a V per poter rendere il modo abbastanza corto ed esaltare le doti telaistiche del mezzo.
Per l'angolo di bancata venne fissato il valore di 90°, che permetteva di avere un centro di gravità più basso rispetto agli altri motori a V (normalmente intorno ai 60° per i 6 e 12 cilindri), ma al tempo stesso rendere il motore equilibrato sotto il profilo delle vibrazioni e risonanze senza utilizzare contralberi aggiuntivi.
Se sotto gli altri aspetti (eccezion fatta per i materiali) il motore era abbastanza accademico, non si poteva dire altrettanto per quanto concerne le testate.
All'epoca era abitudine dei progettisti massimizzare il rendimento volumetrico dei motori da competizione con l'adozione di camere di combustione emisferiche con valvole inclinate di circa 45°, come nel caso dell'M166, ma di rado si assisteva ad applicazioni plurivalvole.
Nel caso dell'M166, Massimino decise di sacrificare questo aspetto proprio perché riteneva che il rendimento fluidodinamico fosse sufficientemente elevato grazie al tipo di camera di combustione, e scelse di rinunciare alla soluzione plurivalvole per alloggiare due candele in ogni cilindro anziché una.
La scelta della doppia accensione aveva lo scopo di rendere la combustione più omogenea, soprattutto agli alti regimi di rotazione quando è più difficile convertire completamente l'energia chimica posseduta dal combustibile in energia meccanica, per via del fatto che la detonazione avviene in tempi molto più rapidi.
Tra l'altro questa soluzione aveva un suo perché anche dal punto di vista economico, dato che le lavorazioni degli alberi a camme e delle fusioni per le testate erano molto più semplici, ed era necessario solamente filettare un foro in più su ogni cilindro ed aggiungere spinterogeni e bobine adatti a questa applicazione.
In questa versione (capace di circa 307 cavalli a 8500 giri al minuto) il motore venne adoperato da Bruce McLaren sulla prima monoposto di Formula 1 della scuderia da lui fondata, ossia la M2B del 1966, con cui ottenne il primo punto della storia per la McLaren in Formula 1.
Ma il neozelandese non rimase particolarmente soddisfatto dell'affidabilità del motore italiano, e decise di ripiegare su altri propulsori.
Tuttavia Alf Francis (ex meccanico di Stirling Moss), si mise a lavorare sull'M166 insieme ad Alberto Massimino, e dalla loro collaborazione nacque l'M167 con corsa e alesaggio rispettivamente di 57 e 91,5 millimetri.
Ma il motore non venne mai adoperato da nessuno, se non dalla stessa Serenissima su un telaio McLaren M2B modificato da Francis.
Questa macchina detta M1AF era dotata di alettoni, ed è stata una delle prime vetture di Formula 1 della storia ad utilizzarli, anche se la prima applicazione in assoluto la si deve a Jim Hall sulle Chaparral del campionato Can-Am.